# Vagabond Heart
Vagabond Heart es el décimo sexto álbum de estudio del cantante británico de rock Rod Stewart, publicado en 1991 por Warner Bros. Records. En cuanto a su sonido es muy similar a Out of Order de 1988, que le valió obtener muy buenas ventas en los principales mercados mundiales, aunque recibió una variedad de críticas.
Cabe mencionar que de los músicos de sesión que participaron en el disco destacan varios miembros de Toto como Steve Lukather, Steve Porcaro, David Paich y Jeff Porcaro.

## Recepción comercial y promoción
Como ya se mencionó, el disco obtuvo muy buenas ventas a nivel mundial muy similares a su predecesor Out of Order. En el Reino Unido alcanzó el puesto 2 en los UK Albums Chart, su posición más alta desde A Night on the Town de 1976. Mientras que en los Estados Unidos se situó en la décima posición en la lista Billboard 200.
En cuanto a sus ventas recibió disco de platino en los Estados Unidos por la Recording Industry Association of America, tras superar el millar de copias vendidas. También en el Reino Unido recibió dicho premio por vender más de 300 000 ejemplares en el mismo año.
Por su parte y para promocionarlo se lanzaron durante 1991 cinco canciones como sencillos, de los que destacaron «It Takes Two» que contó con un dueto con la cantante Tina Turner y que llegó al puesto 5 en la lista inglesa UK Singles Chart. También «Rhythm of My Heart» ingresó en dicha lista en la tercera posición y en ese mismo año además recibió disco de plata luego de superar las 200 000 copias en su propio país.

## Lista de canciones
| N.º | Título                                  | Escritor(es)                                     | Duración |  |
| 1.  | «Rhythm of My Heart»                    | Mark T. Jordan, John Capek                       | 4:15     |  |
| 2.  | «Rebel Heart»                           | Stewart, Jeff Golub, Chuck Kentis, Carmine Rojas | 4:10     |  |
| 3.  | «Broken Arrow»                          | Robbie Robertson                                 | 4:26     |  |
| 4.  | «It Takes Two» (dueto con Tina Turner)  | William Stevenson, Sylvia Moy                    | 4:14     |  |
| 5.  | «When a Man's in Love»                  | Stewart, Golub, Kentis, Rojas                    | 5:34     |  |
| 6.  | «You Are Everything»                    | Thom Bell, Linda Creed                           | 4:09     |  |
| 7.  | «The Motown Song» (con The Temptations) | Larry John McNally                               | 4:20     |  |
| 8.  | «Go Out Dancing»                        | Stewart, Golub, Kentis                           | 4:20     |  |
| 9.  | «No Holding Back»                       | Stewart, Jim Cregan, Kevin Savigar               | 5:47     |  |
| 10. | «Have I Told You Lately»                | Van Morrison                                     | 4:01     |  |
| 11. | «Moment of Glory»                       | Stewart, Golub, Kentis, Rojas                    | 4:47     |  |
| 12. | «If Only»                               | Stewart, Cregan, Savigar                         | 4:56     |  |

## Posicionamiento en listas
| País           | Lista                 | Posición |
| -------------- | --------------------- | -------- |
| Australia      | ARIA Charts           | 1        |
| Nueva Zelanda  | RIANZ Charts          | 2        |
| Reino Unido    | UK Albums Chart       | 2        |
| Canadá         | Canadian Albums Chart | 2        |
| Suecia         | Sverigetopplistan     | 2        |
| Suiza          | Swiss Music Charts    | 2        |
| Alemania       | Media Control Charts  | 3        |
| Austria        | Ö3 Austria Top 40     | 5        |
| Noruega        | VG-lista              | 6        |
| Estados Unidos | Billboard 200         | 10       |
| Francia        | French Albums Chart   | 29       |
| Países Bajos   | MegaCharts            | 31       |
| Japón          | Japan Albums Chart    | 34       |

## Certificaciones
| País           | Organismo certificador | Certificación     | Ventas certificadas | Ref.   |
| -------------- | ---------------------- | ----------------- | ------------------- | ------ |
| Canadá         | CRIA                   | 3x Triple platino | 300 000             | [ 20 ] |
| Estados Unidos | RIAA                   | Platino           | 1 000               | [ 7 ]  |
| Alemania       | BVMI                   | Platino           | 500 000             | [ 21 ] |
| Reino Unido    | BPI                    | Platino           | 300 000             | [ 8 ]  |
| Suiza          | IFPI - Suiza           | Platino           | 50 000              | [ 22 ] |
| Francia        | SNEP                   | Oro               | 100 000             | [ 23 ] |
| Suecia         | GLF                    | Oro               | 30 000              | [ 24 ] |
| Austria        | IFPI - Austria         | Oro               | 25 000              | [ 25 ] |

## Músicos
- Rod Stewart: voz
- Dann Huff, Steve Lukather, Gary Taylor, Jim Cregan, Jeff Golub, Paul Jackson Jr., Robin LeMesurier, Tim Pierce, Waddy Watchel: guitarras
- David Paich, Kevin Savigar, Steve Porcaro, Chuck Kentis, Patrick Leonard, Richard Cottie: teclados y piano
- Steve Lindsey: sintetizadores
- Bernard Edwards, Jimmy Johnson, Carmine Rojas, Neil Steubenhaus: bajo
- Khris Kellow: bajo sintético
- Jeff Porcaro, Jim Keltner, John Robinson, Dave Calmer, Tony Brocks: batería
- Paulinho da Costa, Luis Conte, Chris Trujillo: percusión
- Kevin Weed: gaita
- Michael McNeil: acordeón